# Scopula armeniaca
Scopula armeniaca är en fjärilsart som beskrevs av Thierry-mieg 1916. Scopula armeniaca ingår i släktet Scopula och familjen mätare. Inga underarter finns listade.